# Прокопьев, Михаил Юрьевич
Михаил Юрьевич Прокопьев (род. 21 декабря 1989 года) — российский игрок в хоккей с мячом, защитник хоккейного клуба «Байкал-Энергия», заслуженный мастер спорта России (2019).

## Карьера

### Клубная
Воспитанник сосновоборского хоккея с мячом. Первый тренер — Владимир Анатольевич Евграфов. Занимался в хоккейной школе со своим младшим братом — Андреем Прокопьевым.
С 2006 по 2008 год был игроком второй команды «Енисея», принимающей участие в первенстве России среди команд первой лиги.
В сезоне 2008/09 в составе команды «Саяны».
С 2009 по 2012 год был игроком хабаровского «СКА-Нефтяника».
С 2012 по 2019 год выступает за «Енисей», с которым трижды подряд побеждает в чемпионате России (2014, 2015, 2016), в 2015 году — в Кубке мира.
В 2019 году продолжил игровую карьеру в составе иркутской «Байкал-Энергии».
В 2024 году вернулся в состав красноярского "Енисея"

### В сборной России
В составе второй сборной России в 2012 году принимает участие в Международном турнире на призы Правительства России.
В сборной России с 2015 по 2018 год. Дебютировал в составе команды в декабре 2015 года на турнире в финском Порвоо в матче против сборной Финляндии (8:1), отметившись забитым мячом.
Участник трёх чемпионатов мира, двукратный чемпион мира (2016, 2018).

## Достижения
«Енисей»
- Чемпион России (3): 2013/14, 2014/15, 2015/16
- Серебряный призёр чемпионата России: 2017/18
- Бронзовый призёр чемпионата России (2): 2012/13, 2016/17
- Финалист Кубка России (3): 2015, 2017, 2018
- Обладатель Суперкубка России (2): 2016, 2017 (осень)
- Финалист Суперкубка России (2): 2015, 2017 (весна)
- Обладатель Кубка мира: 2015
- Финалист Кубка мира (2): 2012[12][13], 2017[14]

Сборная России
- Чемпион мира (2): 2016, 2018
- Серебряный призёр чемпионата мира: 2017
- Победитель Турнира четырёх наций: 2016[15]
- Бронзовый призёр Международного турнира на призы Правительства России: 2012 (в составе второй сборной России)[16]
- Победитель чемпионата мира среди молодёжных команд: 2011[6]

Личные
- В списке 22-х лучших игроков сезона (4): 2014, 2016, 2017, 2018
- Символическая сборная чемпионата мира: 2018[17]

### Комментарии
1. ↑  Количество игр и голов за клуб(ы) в высшем дивизионе чемпионатов России
2. ↑  Результативные передачи